# Do-Dodonpa
Do-Dodonpa (ドドンパ en japonais) était un parcours de montagnes russes en métal situé à Fuji-Q Highland, à Yamanashi, au Japon.
Ouvertes en 2001, ces montagnes russes lancées ont été construites par la société américaine S&S Worldwide et utilisaient la technologie de catapultage par air comprimé. C’était, après HyperSonic XLC de Kings Dominion la deuxième attraction à avoir bénéficié de cette technologie.
Le parc a annoncé la fermeture définitive de l’attraction le 13 mars 2024.

## Histoire
Le train atteignait au lancement la vitesse de 180 km/h en moins de deux secondes. Il a été nommé à son ouverture en 2001, parcours de montagnes russes le plus rapide au monde, passant devant Superman: The Escape de Six Flags Magic Mountain et Tower of Terror de Dreamworld. Il fut détrôné en 2003 par Top Thrill Dragster de Cedar Point, lui-même détrôné par la suite par Kingda Ka de Six Flags Great Adventure en 2005.
Le nom de l'attraction est une sorte d'onomatopée d'un rythme de percussions repris régulièrement par les personnes dans la file d'attente.
Bien qu'il ne s'agisse pas du parcours de montagnes russes le plus rapide, il détient le record de l'accélération la plus violente : 0–180 km/h en 1,56 seconde (soit 3 g).
Cette accélération brutale est obtenue grâce à un puissant moteur à air comprimé conçu par S&S.
Fuji-Q Highland a fermé Dodonpa en 2016 pour une rénovation majeure. Au cours de l'hiver 2016-2017, l'élément top-hat de l'attraction a été retiré. Le 25 février 2017, S&S Worldwide a annoncé, dans un communiqué de presse, qu'un looping vertical remplacerait le top-hat. Le 15 juillet 2017, Dodonpa a été rouvert avec les rénovations incluant un changement de nom pour Do-Dodonpa et le looping vertical de 49 mètres. Les statistiques de l’attraction sont, pour l’occasion, revu à la hausse : la zone de lancement de l’attraction passe d’une accélération de 0 à 172 km/h en 1,8 seconde à 0 à 180 km/h en 1,56 seconde et la longueur du circuit augmente de 1 189 mètres à 1 244 mètres.

## Dans la culture populaire

### Dans les mangas et anime
- Dans Dragon Ball, Dodonpa est le nom de l'attaque de Tao Paï Paï et de son frère, le Maître des Grues, le rival de Tortue Géniale. Ce dernier l'enseigne à ses élèves : Tenshinhan et Chaozu[5].